# Odra 1305

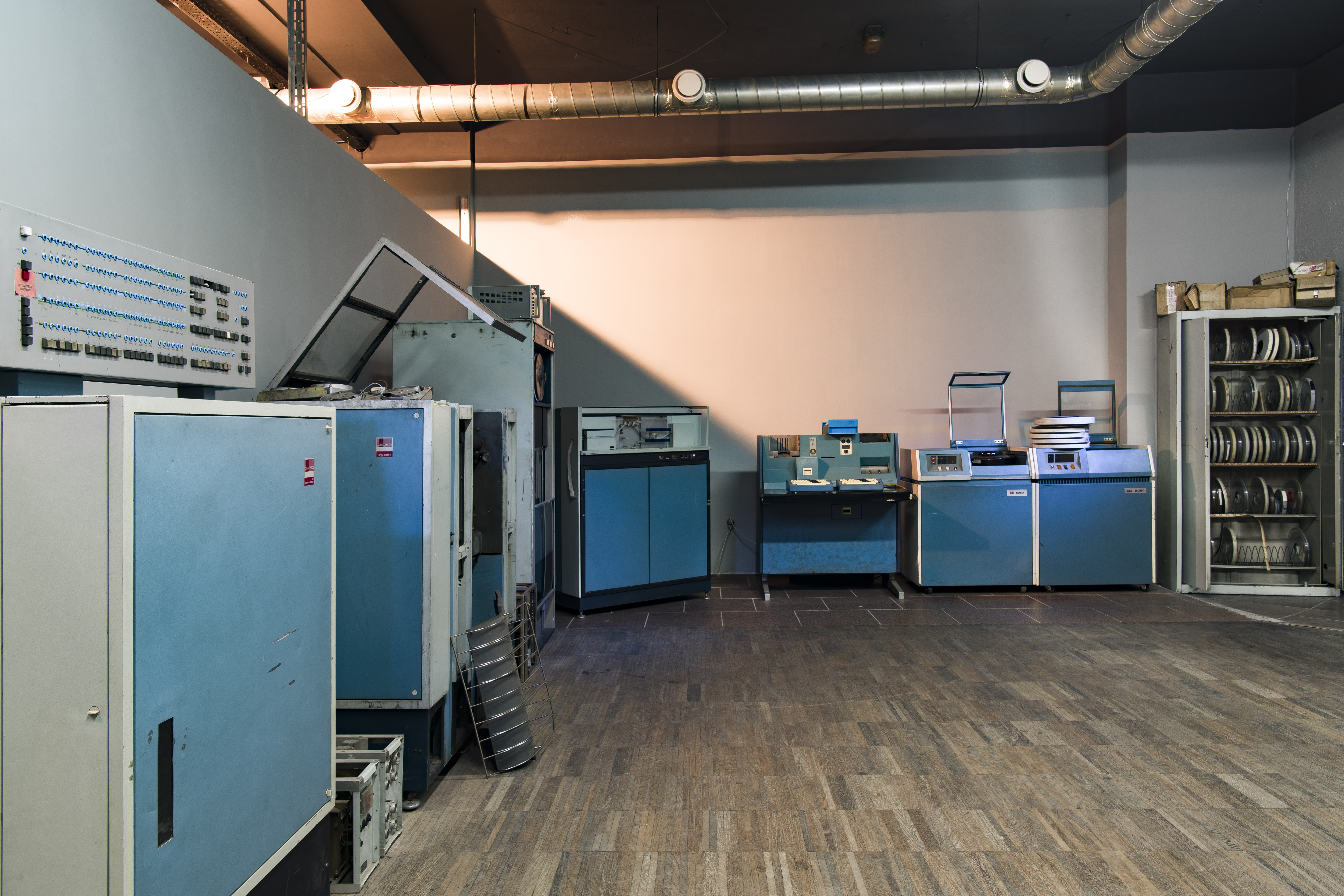
System ODRA 1305 w Muzeum Historii Komputerów i Informatyki w Katowicach. Widoczne elementy (od lewej do prawej strony): jednostka centralna, drukarka wierszowa, pamięć taśmowa, jednostka obsługi pamięci na taśmie papierowej, dziurkarka kart perforowanych, dwa napędy pamięci na wymiennych dyskach magnetycznych.

Odra 1305 – polski komputer trzeciej generacji serii Odra, produkowany seryjnie od 1973 w Zakładach Elektronicznych Elwro we Wrocławiu; prototyp komputera powstał w 1971.
Architektura komputera wzorowana była na komputerze ICT 1900 z roku 1964; ODRA 1305 umożliwiała używanie standardowego oprogramowania ICL, włączając w to system operacyjny GEORGE 3, kompilatory i istniejące programy.
Po zaprzestaniu produkcji z przyczyn politycznych w roku 1986 na rzecz komputerów RIAD, w 1988 roku opracowano emulator Odry 1305 o nazwie OS 5.01 VS1 lub VM, co umożliwiało uruchamianie na maszynach RIAD „odrowskich” systemów E6RM albo GEORGE 3, a tym samym możliwość korzystania z bogatego oprogramowania.
Jedyne działające w Polsce jednostki komputera ODRA 1305 znajdują się w Muzeum Historii Komputerów i Informatyki. Obie jednostki w ekspozycji Muzeum Historii Komputerów i informatyki zostały uruchomione 10 lat po ich wyłączeniu w PKP Lublin Tatary, a tutaj można zobaczyć jak działa komputer ODRA 1305 po ponownym uruchomieniu.
Nieczynne jednostki jednostki centralne ODRA 1305, czytnik – dziurkarka taśmy CDT325-1, jednostka taśmowa PT3M, moduł DW-403, klawiatura oraz kilkadziesiąt taśm z programami znajduje się w Muzeum Kolejnictwa w Jaworzynie Śląskiej. Statyczne ekspozycje znajdują się także w Narodowym Muzeum Techniki w Warszawie, oraz w Muzeum Inżynierii i Techniki w Krakowie.

## Dane techniczne
- typ:
  - seria: Odra 1300
  - mikroprogramowany komputer III generacji zbudowany na układach scalonych TTL
  - słowo maszynowe długości 24 bity
  - pełna zgodność funkcjonalna i programowa z systemami komputerów serii ICL 1900
- prędkość:
  - cykl mikroprogramu: zależy od mikrorozkazu
  - cykl odczytu pamięci operacyjnej: 1 µs
  - czas wykonania rozkazów:
    - instrukcja skoku: 1 µs
    - dodawanie stałoprzecinkowe: 1,6 µs
    - mnożenie stałoprzecinkowe: 9 µs
- pamięć operacyjna:
  - ferrytowa 24-bitowa + bit parzystości
  - półprzewodnikowa 24-bitowa z korekcją pojedynczych błędów i wykrywaniem wielokrotnych (kod Hamminga), dodana w ramach modernizacji; 25 bit – bit parzystości
  - od 32 do 256 kilosłów (po modernizacji maszyny z Hutmenu i kolejowej stacji rozrządowej Wrocław Brochów otrzymały dwa „banki” po 512 kilosłów)
  - możliwość pracy dwóch jednostek centralnych (JC) ze wspólną pamięcią
  - możliwość pracy w zestawie dwuprocesorowym (hierarchia master – slave) przy pomocy Adaptera Międzymaszynowego ADM-306
  - w ramach modernizacji maszyny zostały rozbudowane między innymi o kontroler dysków twardych MFM (ST-251)
- pamięć stała mikroprogramu: pamięć transformatorowa, 1024 słów 48-bitowych[3]
- interfejsy:
  - szafa podstawowa (procesor):
    - kanał priorytetowy – 1 kanał (współpraca z Systemem Modułowej Automatyki)
    - kanał monitora 2, 3 (obsługa konsoli FACIT) – 2 kanały
    - kanał znakowy o szybkości 100 000 znaków 6-bitowych/sekundę (czytnik/perforator taśmy papierowej lub kart, drukarka wierszowa itp) – 10 kanałów
    - kanał multiplekserowy – specyficzny kanał znakowy mogący obsługiwać multiplekser wraz z maksymalnie 32 terminalami
    - kanały autonomiczne o szybkości 500 000 znaków 6-bitowych/sekundę (pamięci taśmowe PT-3, bułgarskie napędy dyskowe itp.)
    - kanał Jednolitego Systemu służący do współpracy JC Odra 1305 z urządzeniami peryferyjnymi RIAD – jeden kanał, opcjonalnie

  - szafa dodatkowa:
    - kanały znakowe (zewnętrzne) – 7 kanałów
    - kanały autonomiczne (zewnętrzne) – 4 kanały
    - kanały Jednolitego Systemu – 3 kanały zamiennie z kanałami autonomicznymi zewnętrznymi
- masa:
  - JC ważyła 280–350 kg (zależnie od wyposażenia)[4],
  - cały system mógł ważyć ponad 7,5 Mg (zależnie od wyposażenia)[5]

Nie jest do końca jasne, ile sztuk komputera wyprodukowano. Pojawiająca w publikacjach się ilość 346 sztuk jest wartością niepewną, gdyż w Narodowym Muzeum Techniki w Warszawie znajduje się jednostka o numerze seryjnym 426, co sugeruje produkcje przekraczającą ilość podaną w oparciu o inne artykuły w sieci. Według danych zgromadzonych przez Muzeum Historii Komputerów i Informatyki w Katowicach, ilość wyprodukowanych JC 1305 mogła przekraczać 460 sztuk.

## Ostatnie komputery Odra z serii 1305
| data uruchomienia | data wyłączenia      | miejsce              | uwagi |
| ----------------- | -------------------- | -------------------- | --- |
| 1974 r.           | 18 lipca 2003 r.     | Hutmen, Wrocław      | Jeden z ostatnich komputerów Odra 1305, wyprodukowany przed 30 laty przez Elwro został 18 lipca 2003 wyłączony na zawsze. Przez 30 lat służył we wrocławskiej fabryce Hutmen. Kiedyś w dziale informatycznym Hutmenu pracowało 60 osób, obecnie 6 na wymienionym nowoczesnym sprzęcie komputerowym. Odra działała podobno bezawaryjnie, zużywały się tylko części i odmawiała włączenia kiedy w pomieszczeniu było za zimno, trafiła do powstającego muzeum przemysłu dolnośląskiego. Odra pracująca poprzednio w Hutmenie znajduje się w skansenie kolejnictwa w Jaworzynie Śląskiej, któremu obecni właściciele chcą nadać szerszy charakter muzeum zabytków techniki |
| ?                 | lato 2006 r.         | PKP, Ostróda         | Do lata 2006 roku PKP w Ostródzie używały maszyny cyfrowej Odra 1305. Prawdopodobnie w całości zezłomowana. |
| ?                 | 1 kwietnia 2010 r.   | PKP, Wrocław Brochów | Do 1 kwietnia 2010 roku przedostatnia Odra 1305 pracowała na stacji towarowej Wrocław Brochów. Maszyna służyła do zdalnej inwentaryzacji składów i zestawiania pociągów towarowych. Jeden z zespołów systemu ODRA 1305 obecnie jest wyeksponowany jako monument w Gdańskim Parku Naukowo Technologicznym |
| 1974 r.           | 1 maja 2010 r., 9:18 | PKP, Lublin Tatary   | 1 maja 2010 roku o godzinie 9:18 została wyłączona ostatnia w Polsce działająca maszyna tego typu. Była nią Odra 1305 z JC 1305M, zainstalowana na stacji Lublin Tatary. Komputer został wyłączony i zastąpiony przez system korzystający z sieci Internet. Maszyna przypominała wielką szafę, a nie powszechnie znany komputer typu PC. Zajmowała 40 m². Na początku produkcji takie modele zamiast dysku twardego miały szpule z taśmami magnetycznymi. Taka pamięć taśmowa miała ok. 7 MB pojemności (sto tysięcy razy mniejszą niż ma teraz wiele komputerów domowych). Uzupełnienie: na stacji Lublin Tatary były dwie JC systemu Odra 1305, jedna z nich została odkupiona przez Muzeum AGH w 2011, a obecnie po odrestaurowaniu jest prezentowana w trybie pracy w Muzeum Historii Komputerów i Informatyki w Katowicach. |

## Odra w muzeach
Wszystkie informacje przedstawione poniżej, znajdują się w ciągle uzupełnianej monografii maszyny na stronie Muzeum Historii Komputerów i Informatyki,
ODRA 1305
Muzeum Historii Komputerów i Informatyki posiada trzy systemy Odra 1305:
- 1 szt. JC 1305 – na przekazanym w 2012 systemie z Muzeum Wojsk Lądowych rozpoczęto w 2017 prace konserwatorskie i uruchomieniowe całego systemu
- 1 szt. JC 1305M – system komputerowy przekazany przez Muzeum AGH w 2018, w trakcie uruchamiania JC[4][14][9].
- 1 szt. JC 1305 – duży system komputerowy uratowany przed złomowaniem, prawdopodobnie z zakładów zbrojeniowych

Systemy, bądź jednostki Odra 1305 znajdują się także w muzeach:
- 2 szt. JC 1305 – Muzeum Techniki i Kolejnictwa w Jaworzynie Śląskiej, pochodzący z wrocławskiego Hutmenu
- 1 szt. JC 1305 – Park Naukowo Technologiczny w Gdańsku
- 1 szt. JC 1305 – Muzeum Inżynierii Miejskiej w Krakowie
- 1 szt. JC 1305 – Narodowe Muzeum Techniki w Warszawie